# Jacob Willem Cohen
Jacob Willem Cohen (27. srpna 1923 Leeuwarden, Nizozemsko – 12. listopadu 2000 Haag, Nizozemsko) byl nizozemský matematik. Je známý především díky množství odborných článků a několika knihám z oblasti teorie hromadné obsluhy. Cohen měl titul inženýra a PhD. ze strojního inženýrství, znalosti matematiky nabyl jakožto samouk po 2. světové válce.
Působil v oblasti telekomunikací ve společnosti Philips (1950–1957), na katedře aplikované matematiky na univerzitě v Delftu (1957–1973), později na univerzitě v Utrechtu (1973–1998). Pochován je v Haifě v Izraeli.